# Okręg wyborczy Bristol South East
Okręg wyborczy Bristol South East powstał w 1950 r. i wysyłał do brytyjskiej Izby Gmin jednego deputowanego. Okręg obejmował południowo-wschodnią część miasta Bristol. Został zlikwidowany w 1983 r.

## Deputowani do brytyjskiej Izby Gmin z okręgu Bristol South East
- 1950–1950: Stafford Cripps, Partia Pracy
- 1950–1961: Tony Benn, Partia Pracy
- 1961–1963: Malcolm St. Clair, Partia Konserwatywna
- 1963–1983: Tony Benn, Partia Pracy